# Релин
Релин — резиновый линолеум, материал для покрытия полов, изготовляемый на основе синтетических и натурального каучуков. Выпускается в виде рулонных полотен толщиной от 3 до 6 мм.
В СССР выпускался двухслойный релин в соответствии с ГОСТ 16914-71 — с лицевым слоем из цветной резины и нижним слоем, для изготовления которого использовалась переработанная резиновая крошка. В настоящее время для производства релина продукты вторичной переработки резины не используются.
Релин обладает высокой прочностью, износостойкостью, эластичностью, низкими шумо- и теплопроводностью, стоек к действию воды и моющих веществ.
Для помещений с особыми условиями — с наличием агрессивных и других химических реагентов — производятся релины с применением специальных эластомерных материалов в том числе таких как этилен-пропиленовый каучук.
Для покрытия полов в помещениях хирургических операционных и специальных лабораторий производятся антистатические релины.
Для повышения сцепления резинового линолеума с обувью — производятся специальные рельефные релины.